# La stirpe dei dannati
La stirpe dei dannati (Children of the Damned) è un film del 1964 diretto da Anton Leader.
Film horror fantascientifico, ideale sequel de Il villaggio dei dannati (1960), tratto dal romanzo I figli dell'invasione (The Midwich Cuckoos) dello scrittore britannico John Wyndham.

## Trama
In Inghilterra viene scoperto un bambino, Paul, dotato di capacità intellettive di molto superiori alla norma. Contemporaneamente vengono trovati altri cinque bambini nel mondo con le stesse capacità e, per metterli al confronto, vengono tutti inviati a Londra nelle rispettive ambasciate.
Ben presto si viene a scoprire che i sei bambini sono anche dotati di capacità psichiche eccezionali e su di loro comincia a concentrarsi l'attenzione non solo della scienza, ma anche dell'esercito e dei servizi segreti.
Spaventati, i bambini si rifugiano in una chiesa abbandonata, usando i loro poteri per difendersi da chi li attacca. Scoperto trattarsi di bambini terrestri che rappresentano un salto evolutivo di milioni di anni, la paura degli uomini e un fatale incidente finiranno per distruggerli.

## Accoglienza

### Critica
(Fantafilm)